# Pacífico Magazine
Pacífico Magazine fue una revista editada en Chile desde el 1 de enero de 1913 hasta agosto de 1921 por la empresa Editorial Zig-Zag. Fue fundada por Joaquín Díaz Garcés. La redacción de la revista estaba ubicada en Santiago.
Su periodo de publicación se extendió por ocho años y en él alcanzó a editar un total de 104 números.
Sus temas claramente apuntaban a informar a un consumidor  masculino de clase alta, de hecho en  el avisaje publicitario era usual poner productos para un alto nivel adquisitivo. Como era usual en la época tiene abundantes noticias y reportajes de Europa más que de países vecinos. 
Los artículos cubrían  un amplio espectro de temas periodísticos, tanto de proyección política, técnica, estadísticas, actualidad política, económica y social, artículos de divulgación científica etc,  tratados  con profundidad. Tenía cuentos por entrega (folletines), poesías  y consejos para la familia.

## Redactores
Los creadores y principales redactores fueron el propio Alberto Edwards (quien además redactaba usando el seudónimo de Miguel de Fuenzalida) y Joaquín Díaz Garcés (autor además bajo el seudónimo Ángel Pino). Sin embargo también entre sus páginas se pueden encontrar los más destacados autores del momento:
- Hernán Díaz Arrieta (Alone)
- Augusto D'Halmar
- Daniel de la Vega
- Armando Donoso
- Baldomero Lillo
- Samuel Lillo
- Rafael Maluenda
- Manuel Magallanes Moure
- Ernesto Montenegro
- Luis Orrego Luco
- Jenaro Prieto
- Fernando Santiván
- Carlos Silva Vildósola
- Ramón Subercaseaux
- Julio Vicuña Cifuentes

Entre sus ilustradores estaban los  dibujantes  Pedro Subercaseaux,  Eduardo Cruz, Pug, Oliver y  Jorge Délano (Coke), entre otros.